# Agna, Veneto
Agna är en ort och kommun i provinsen Padova i regionen Veneto i Italien. Kommunen hade 3 230 invånare (2018).